# Cold Fact
| Оценки критиков | Оценки критиков |
| Источник        | Оценка          |
| --------------- | --------------- |
| Allmusic        | [ 2 ]           |

Cold Fact (с англ. — «Голые факты») — дебютный студийный альбом американского музыканта Сиксто Родригеса, был выпущен в Соединённых Штатах на лейбле Sussex Records в марте 1970 года. На тот момент альбом не снискал популярности на родине музыканта (Родригес не был известен массовому американскому слушателю), но имел хорошие продажи в Южной Африке и Австралии.
В 1971 альбом был издан в Южной Африке фирмой A&M Records, которая к тому времени владела лейблом Sussex. В 1976 году несколько тысяч экземпляров Cold Fact были найдены на складе в Нью-Йорке и проданы в Австралии — разошлись в течение нескольких недель. Альбом поднялся на 23 место австралийского чарта, оставаясь там на 55 недель кряду. На волне популярности Родригес с большим успехом гастролирует по Австралии (1979 год), но остаётся относительно неизвестным у себя на родине. Ситуация начала меняться после переиздания его альбомов в США студией Light in the Attic Records  в 2008 и 2009 годах и выхода документального фильма «В поисках Сахарного Человека», который был отмечен премией «Оскар». Все эти события подогрели интерес к музыканту, его стали приглашать на популярные телевизионные шоу, такие как «60 минут» и «Позднее шоу с Дэвидом Леттерманом».
В августовском номере 2002 года журнал Mojo назвал альбом «музыкальным кладом».
Cold Fact получил платиновый статус в Южной Африке, также он стал пять раз платиновым в Австралии.

## Список композиций
Все песни написаны Сиксто Родригесем, кроме (5, 10 треков) — за авторством Гэри Хэрви, Майка Теодора и Денниса Коффи.
| №   | Название                                                            | Длительность |
| --- | ------------------------------------------------------------------- | ------------ |
| 1.  | «Sugar Man»                                                         | 3:45         |
| 2.  | «Only Good for Conversation»                                        | 2:25         |
| 3.  | «Crucify Your Mind»                                                 | 2:30         |
| 4.  | «This Is Not a Song, It's an Outburst: Or, the Establishment Blues» | 2:05         |
| 5.  | «Hate Street Dialogue»                                              | 2:30         |
| 6.  | «Forget It»                                                         | 1:50         |
| 7.  | «Inner City Blues»                                                  | 3:23         |
| 8.  | «I Wonder»                                                          | 2:30         |
| 9.  | «Like Janis»                                                        | 2:32         |
| 10. | «Gommorah (A Nursery Rhyme)»                                        | 2:20         |
| 11. | «Rich Folks Hoax»                                                   | 3:05         |
| 12. | «Jane S. Piddy»                                                     | 2:54         |

## Участники записи
На конверте оригинальной пластинке не были перечислены музыканты, но позднее Родригес и Майк Теодор восполнили этот пробел:
- Сиксто Родригес — вокал, акустическая гитара
- Деннис Коффи — электрогитара
- Майк Теодор — клавишные, духовые и струнные аранжировки
- Эндрю Смит — ударные
- Боб Пенгборн — перкуссия
- Боб Бэббитт — бас-гитара
- Detroit Symphony (под руководством Гордона Стэплса) — струнные
- Leader Carl Reatz — духовые (тромбоны, баритоновый саксофон)
- Friends and family of Joyce Vincent и Тельма Хопкинс — детский хор на «Gommorah»
- Записан в Детройте, в период с августа по сентябрь 1969 года.
- Аранжировки и продюсирование — Майк Теодор и Деннис Коффи
- Майк Теодор на студии Tera-Shirma Studio, Детройт — звукоинженер
- Рэй Холл на студии R.C.A., Нью-Йорк — микширование
- Ransier and Anderson — фотографии
- Нэнси Честер (See / Hear! & How!) — дизайн обложки

## Компиляции
«Sugar Man» — титульный трек на сборнике Дэвида Холмса Come Get It I Got It, 2002 года.

## Хит-парады
| Чарт (1978)                           | Высшая позиция |
| ------------------------------------- | -------------- |
| Australian Albums (Kent Music Report) | 23             |
| Чарт (2013–2014)                      | Высшая позиция |
| Австралия (ARIA)                      | 11             |
| Бельгия/Фландрия (Ultratop)           | 50             |
| Бельгия/Валлония (Ultratop)           | 180            |
| Дания (Hitlisten)                     | 4              |
| Нидерланды (Album Top 100)            | 54             |
| Финляндия (Suomen virallinen lista)   | 18             |
| Франция (SNEP)                        | 81             |
| Новая Зеландия (RMNZ)                 | 20             |
| Испания (PROMUSICAE)                  | 17             |
| Швеция (Sverigetopplistan)            | 10             |

Сертификация
| Регион | Сертификация | Продажи |
| --- | ------------ | ------- |
| Австралия (ARIA) | Платиновый   | 50,000^ |
| * Данные о продажах приведены только на основе сертификации. ^ Данные о тиражах приведены только на основе сертификации. |              |         |